# إدوارد داريلنغتون
إدوارد داريلنغتون هو محامي وسياسي أمريكي، ولد في 17 سبتمبر 1795 في وست تشستر ‏ في الولايات المتحدة، وتوفي في 21 نوفمبر 1884 في ميديا في الولايات المتحدة. نشط حزبياً في مناهضة الماسونية. وقد انتخب عضو مجلس النواب الأمريكي ‏.